# Marseillebukten, vy från L'Estaque
Marseillebukten, vy från L'Estaque (franska: Le golfe de Marseille vu de L'Estaque) är en oljemålning av den franske konstnären Paul Cézanne. Den finns i flera versioner som alla innehåller vissa variationer i fråga om färger och perspektiv. Berömda är bland annat de på Musée d'Orsay i Paris (utförd 1878–1879), Metropolitan Museum of Art i New York (omkring 1885) och Art Institute of Chicago (omkring 1885).
Från 1860-talet och fram till 1885 vistades Cézanne regelbundet i L'Estaque utanför Marseille. Han var fascinerad av de starka färgerna i den lilla fiskebyn, röda hustak som kontrasterar mot de blåa havet. Han målade ett 20-tal landskapsmålningar från L'Estaque, många med utsikt över Marseillebukten som är en del av Medelhavet. 
Marseillebukten, vy från L'Estaque är uppdelad i fyra fält, ett nedre med hus, havet och bergen i mitten samt himlen upp till. I bakgrunden, bortom bergen, skymtar Notre-Dame de la Gardes kyrktorn i Marseille.

## Galleri

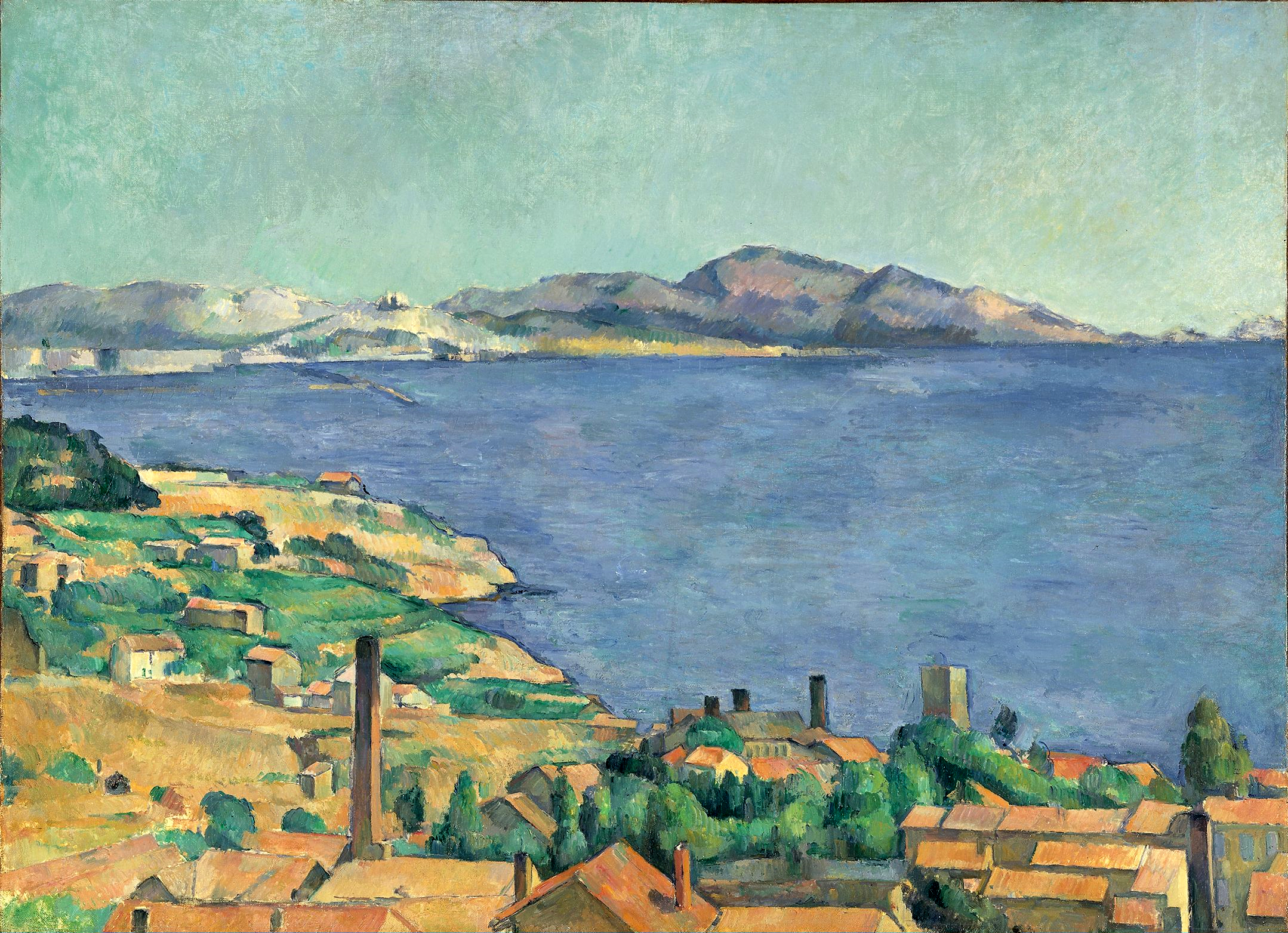
Metropolitan Museum of Arts version från ca 1885 (77 x 100 cm).
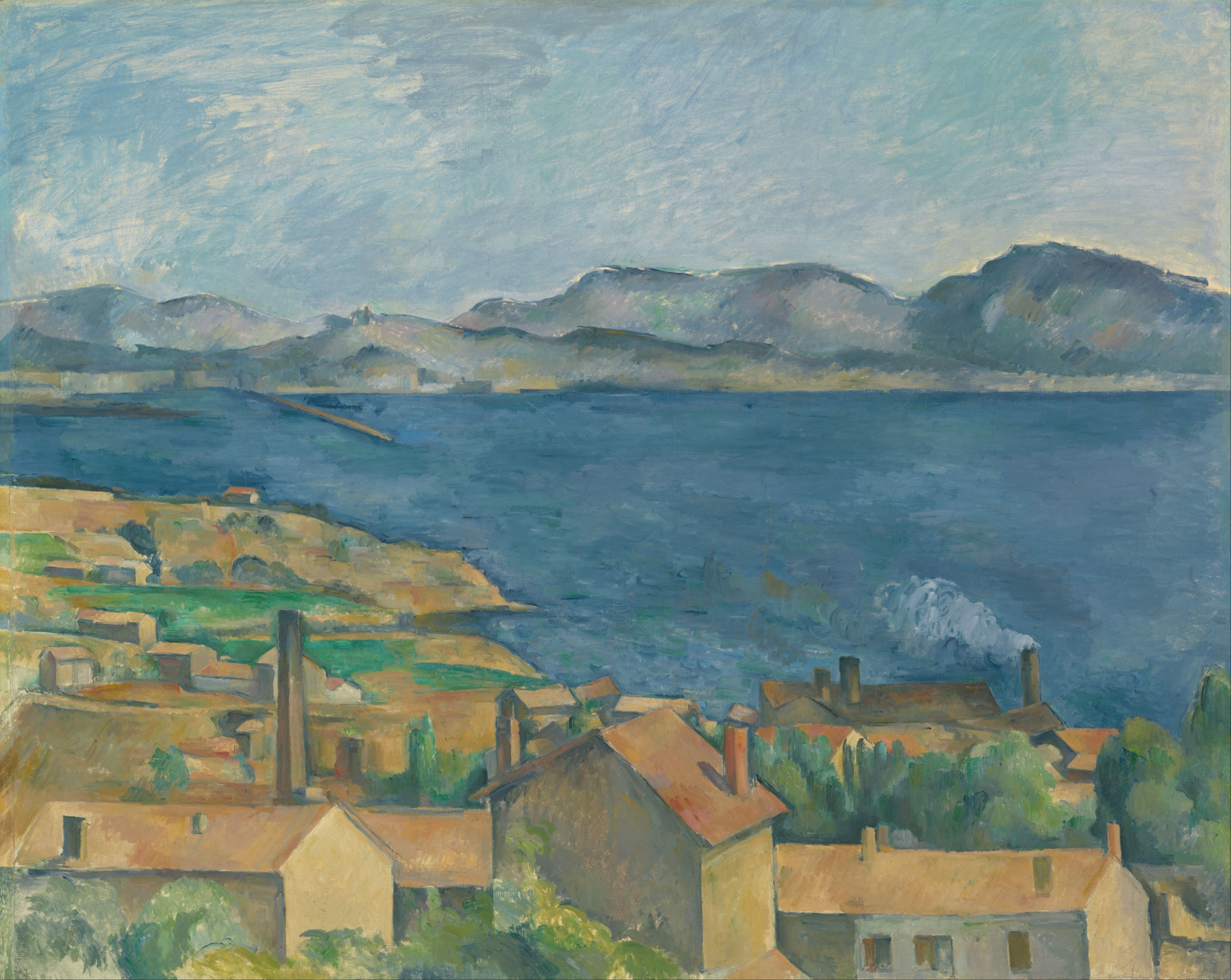
Art Institute of Chicagos version från ca 1885 (80 x 101 cm)
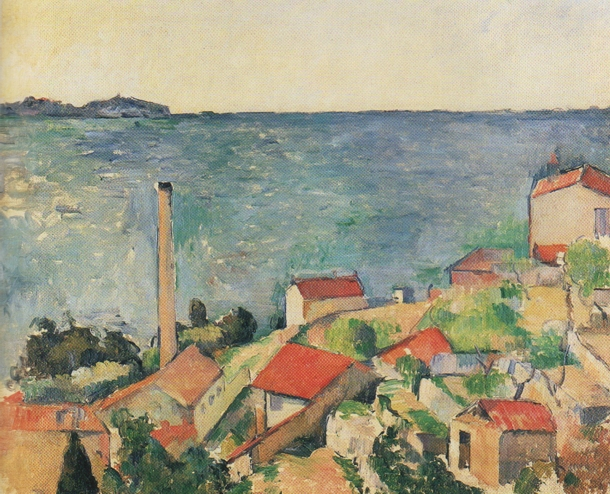
Museum Langmatts version från 1878–1879 (37 x 46,5 cm).